# Kateřina Habsburská († 1282)
Kateřina Habsburská (německy Katharina von Habsburg, 1256? Rheinfelden – 4. dubna 1282 Landshut) byla dcera římského krále Rudolfa a jeho první choti Gertrudy z Hohenbergu.

## Manželství
Narodila se jako dcera budoucího římskoněmeckého krále Rudolfa Habsburského a jeho manželky Gertrudy z Hohenbergu. Roku 1276 došlo k dohodě mezi Kateřininým otcem Rudolfem a dolnobavorským vévodou Jindřichem XIII., podle které se Kateřina měla vdát za Jindřichova syn Otu III., jenž měl jako věno dostat 40 000 marek. Tato suma byla zástavou zemí nad Enží Jindřichovi Dolnobavorskému. De facto byla tato dohoda důsledkem snahy Rudolfa Habsburského o získání spojenců proti českému králi Přemyslovi Otakarovi II. Svatba proběhla v lednu 1279 ve Vídni. Ještě toho roku však byl Jindřich donucen se zemí nad Enží vzdát a Kateřinino věno se zmenšilo na pouhých 300 marek. Kateřina rok po svatbě porodila dvojčata, dva chlapce, kteří však téhož roku zemřeli a ona sama zesnula v dubnu 1282. Byla pohřbena v klášteře Seligenthal. Jindřich XIII. se proto statky, které získal do zástavy, musel postoupit zpět Rudolfovu synovi Albrechtovi.